# Onychiurus ramosus
Onychiurus ramosus är en urinsektsart som beskrevs av James P. Folsom 1917. Onychiurus ramosus ingår i släktet Onychiurus och familjen blekhoppstjärtar. Inga underarter finns listade i Catalogue of Life.